# 新竹優子
新竹優子（しんたけ ゆうこ，1991年4月20日—）日本女子競技體操運動員。大阪府出生，畢業於大阪市立新東三国小学校、大阪市立東三国中学校及羽衣学園高等学校。現為羽衣国際大学學生。現任教練為井岡淑子。

## 簡歷
2010年11月，新竹代表日本出戰廣州亞運會，參加體操比賽的平衡木及团体賽兩個項目，奪得团体賽銀牌。
2012年，進入倫敦奧運會出賽名單，得以參加倫敦奧運會，最後獲得團體第八名。